# アレクサンドル・ダーレ・オーエン
アレクサンドル・ダーレ・オーエン（Alexander Dale Oen、IPA：[ɑlɛk'sɑndər 'dɑ:lə 'u:ən] 1985年5月21日 - 2012年4月30日）は、ノルウェーの水泳選手。
「アレクサンダー・ダーレ・オーエン」とも表記される。また姓は「ダーレオーエン」「オーエン」と表記・呼称されるものもある。なお「Dale」「Oen」は、父母それぞれの姓である。

## 人物
クラブVestkantsvømmerneを代表した。2008年の欧州水泳選手権での金メダルは、男子の長水路による国際大会での初めてのメダルをノルウェーにもたらした。
国際的なブレイクは2005年世界水泳選手権の100m平泳ぎで7位になったことから始まる。同年12月の欧州短水路選手権で59秒05のタイムで4位となり、当時のノルウェー記録を更新した。これにより、彼は100mを1分未満で泳いだ最初のノルウェー人となった。2か月後のノルウェー短水路選手権では58秒81を記録し、年間での世界最高記録となった。
上海で行われた2006年世界短水路選手権では100m平泳ぎでオレグ・リソゴール 、ブレントン・リカードに次いで銅メダルを獲得。男性ノルウェー人初の水泳の世界選手権でのメダル獲得となった。4か月後の欧州水泳選手権では100m平泳ぎで銀メダルを獲得、1分00秒63でノルウェーの長水路記録（当時）を更新した。
ヘルシンキで行われた2006年欧州短水路選手権における100m平泳ぎで短水路では初のメダルとなる銅メダルを獲得、タイムも58秒70で自己最高記録（当時）であった。長水路の2007年世界水泳選手権では、予選では全体2位（ノルウェー記録の1分00秒34）、準決勝では全体3位のタイムを出したが、決勝では1分01秒以上かかってしまい、メダル獲得はならなかった。
2007年欧州短水路選手権で、またも決勝より準決勝で好タイムという芸当をやってのける。準決勝では58秒60という個人ベストを叩き出し全体でも2位のタイムだったが、決勝では1位から0秒24遅れる58秒81で5位に終わった。しかし、2008年の欧州水泳選手権を制覇した。予選では1分00秒11のベストタイム（当時）を出し、準決勝も1位通過。決勝ではヨーロッパ記録となる59秒76（当時）で、ユーグ・デュボスを0秒02上回り優勝した。
2008年の北京オリンピック、100m平泳ぎでは、予選は59秒41で自己記録（当時）とオリンピック記録（当時）を更新し1位通過、準決勝でも当時の世界記録59秒13に迫る59秒16と記録を伸ばし1位通過、一躍北島康介の連覇を阻むダークホースとして世界的に認知されることとなる。決勝では59秒20で、さらに記録を伸ばすことはできなかったものの北島に次ぐ2位となり、ノルウェーに初のオリンピック競泳競技のメダルをもたらした。
2011年に上海で行われた世界水泳選手権の100m平泳ぎでは58秒71で優勝し、ノルウェーに大会初の金メダルをもたらした。決勝が行われた2011年7月25日はノルウェー連続テロ事件が発生した3日後であった。ゴール後にスイミングキャップのノルウェー国旗を指さした彼は、後のインタビューで「僕たちは団結している必要がある。今は当然、事件のために故郷の誰もが呆然としている。僕にとって重要だったのは、ここ中国にいる僕も同じ気持ちでいることを象徴的に示すことだった」と語った。
しかし2012年4月30日、合宿先のアメリカ合衆国、アリゾナ州フラッグスタッフにて急死した。26歳没。ロンドンオリンピックでは100m平泳ぎにおける金メダル最有力候補で、開幕3ヶ月前のことであったため、日本でも大々的に報道された。死因は心臓冠動脈の凝血による心臓麻痺で、ホテルの浴室で倒れているところを発見され、搬送先の病院で死亡が確認されたという。
死亡当時、彼の正確な死因は不明であり、遺体については現地（アメリカ）の医療機関にて長期間に及ぶ詳細な解剖が行われることになった。その結果、彼の正式な死因がアテローム性冠動脈疾患と判明した事が6月12日（日本時間では6月13日）に発表され、複数の通信社を通して世界各国に報道された。その記事の内容は通信社によって相違点があるが、いずれの記事においても彼が以前から重い動脈硬化を抱えており、それが心臓麻痺の直接の要因であったとする見解は一致している。
APF通信や時事通信によると、彼は急死する1～2ヵ月前にも軽い心臓の発作を起こしていたという。また、ロイター通信によると、この症状は遺伝性のもので、彼の祖父も心臓病のために42歳で急死したとされている。
標高2,000mを超え、高地トレーニングのメッカと呼ばれているフラッグスタッフがオリンピック選手の死で揺れたのは過去5年で2度目となる。2007年11月、米国のライアン・シェイ(en)選手もここで高地トレーニングをした後でニューヨークで行われたオリンピックのマラソン代表選考レースの途中で倒れ、心臓発作で死亡した。